# Stanisław Tarnowski (pittore)
Stanisław Tarnowski, detto Biały (Wróblowice, 8 maggio 1838 – Sniatynka, 2 luglio 1909) è stato un pittore polacco.
Fu autore principalmente di paesaggi e migliore amico di Artur Grottger, oltre che modello dei suoi dipinti. Fu anche un collezionista d'arte.

## Biografia
Stanisław Tarnowski nacque a Wróblewice nel 1838 da Walerian ed Ernestyna Tarnowski. Era fratello di Władysław Tarnowski, compositore, pianista e poeta, e cugino di Stanisław Tarnowski, suo omonimo, rettore dell'Università Jagellonica. Quest'ultimo era soprannominato "Czarny” ("nero"), mentre Stanisław era noto come "Biały" ("bianco"); venivano chiamati così in base al colore dei loro capelli.
Stanisław studiò inizialmente presso il Collegio dei Gesuiti a Leopoli assieme al fratello, poi a Cracovia sotto la direzione di Szymon Dutkiewicz, padre Jan Scipio del Campo (un parente del padre) e Wincenty Pol; studiò qui fino alla morte del padre, dal quale ereditò un ingente patrimonio immobiliare. Successivamente, insieme ad Artur Grottger, imparò a disegnare e a dipingere grazie agli insegnamenti di Jan Kanty Maszkowski e, a Cracovia, di Maksymilian Cercha e del paesaggista Leon Dembowski. Nel 1856 e nel 1857 organizzò grandi mostre delle sue opere a Cracovia. Nel 1863, Stanisław prese parte alla rivolta di gennaio, combattendo nella battaglia di Radziwiłłów. Dopo l'insurrezione, smise quasi di dipingere, ma rimase sensibile alla bellezza pittorica e divenne collezionista d'arte.
 

Sin dalla prima infanzia Stanisław fu amico di Artur Grottger, che in seguito ospitò spesso nella sua residenza di Śniatynka. Fu anche modello di molti suoi dipinti, come quelli del ciclo pittorico Lithuania: 

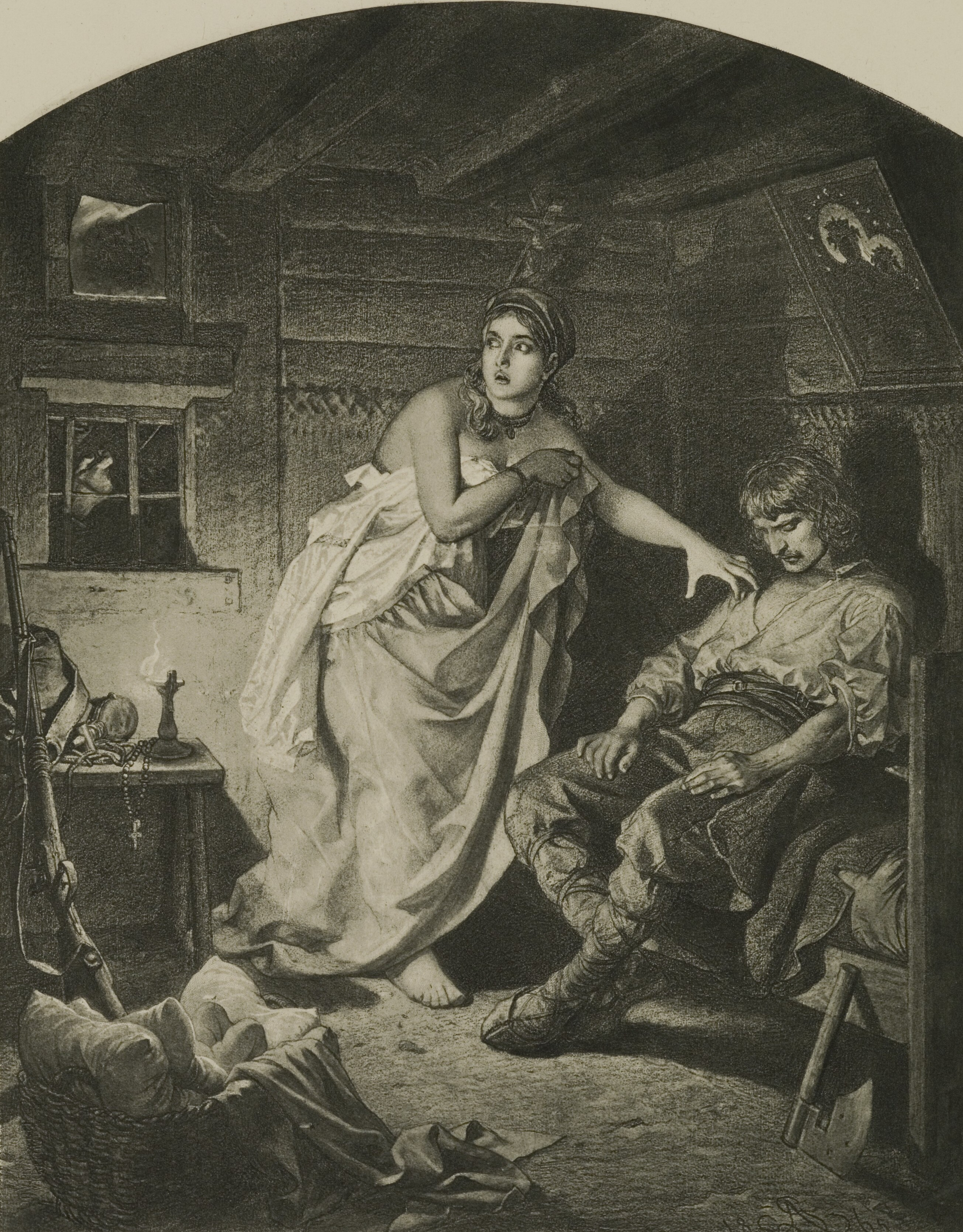
Presagio (Znak; ciclo: Lithuania, II)
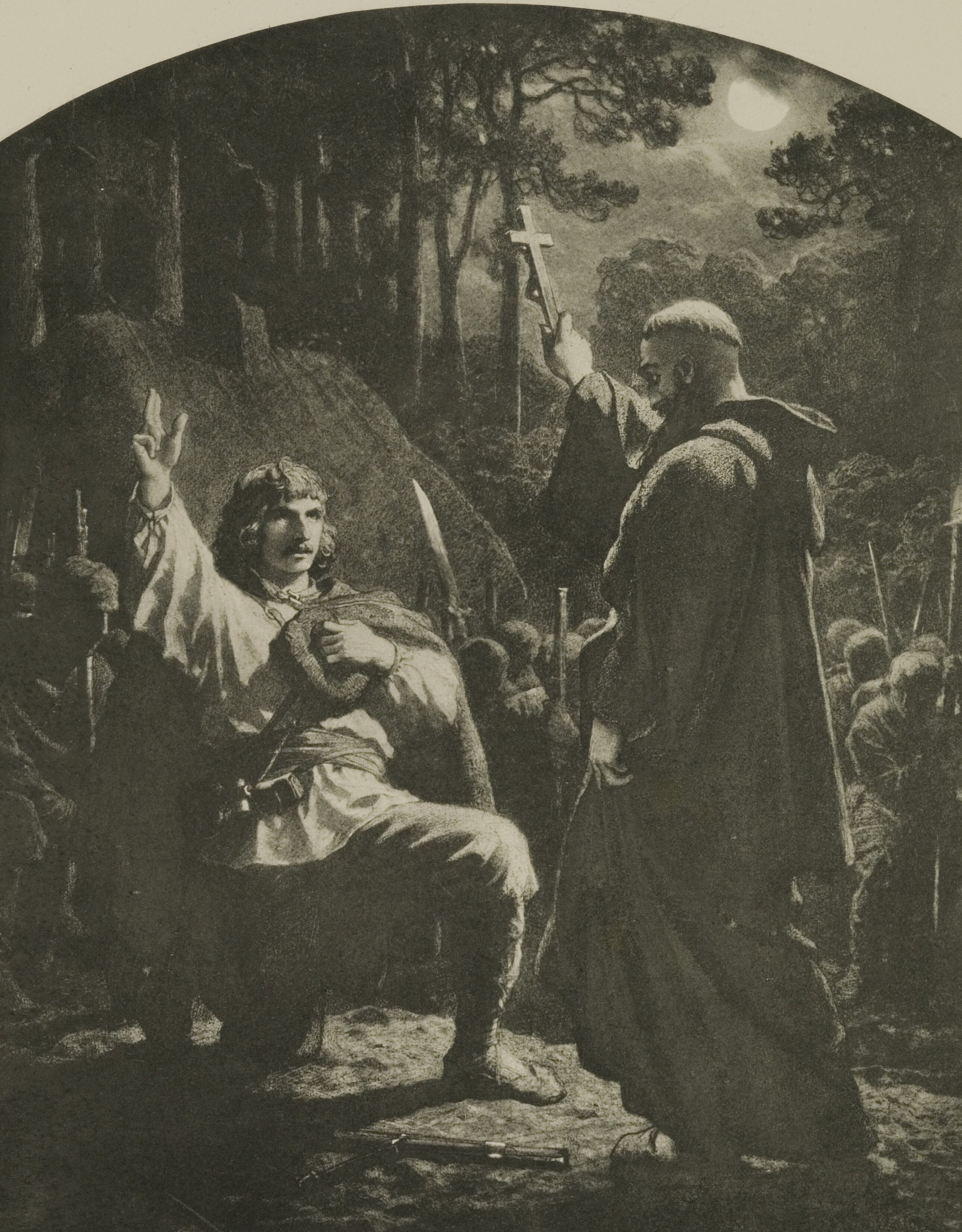
Giuramento (Przysięga; ciclo: Lituania, III)
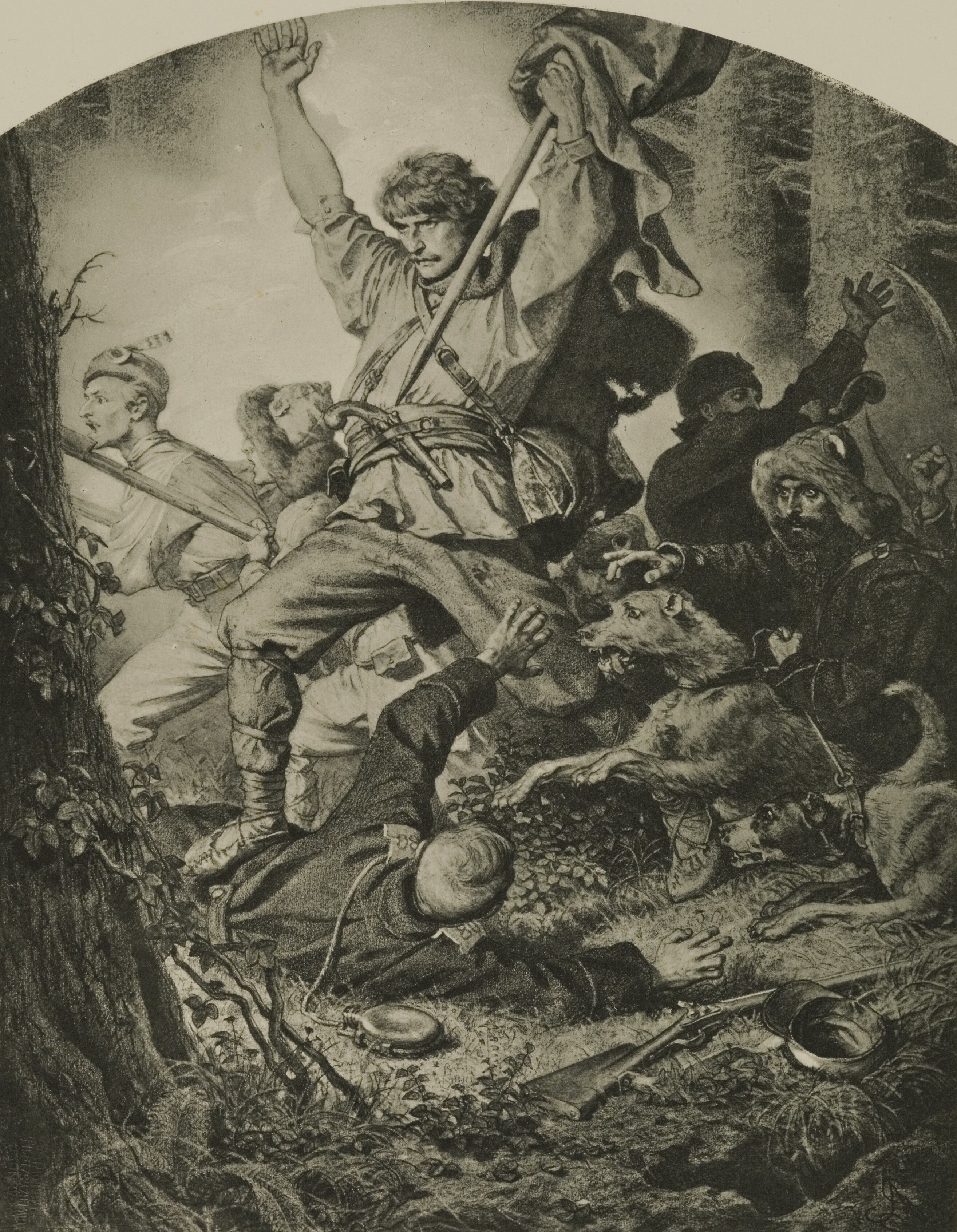
Combattimento (Bój; ciclo: Lituania, IV; Tarnowski è l'uomo con la bandiera)
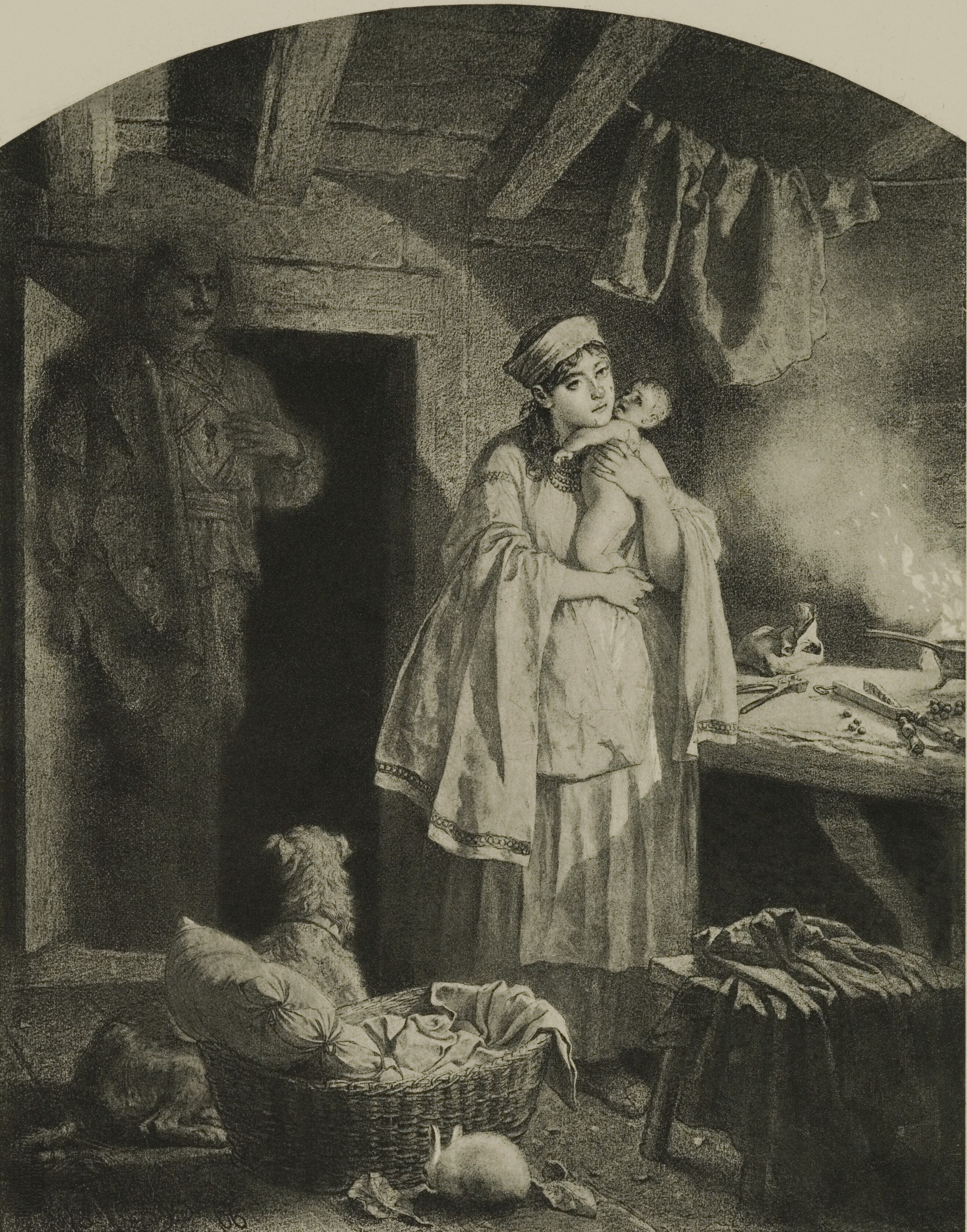
Fantasma (Duch; ciclo: Lituania, V)

 Tarnowski fu anche membro del parlamento della Galizia e della Lodomeria tra il 1883 e il 1895. Dopo la sua morte, avvenuta nel 1909, i dipinti di Stanisław rimasero in possesso della sua famiglia fino al 1938. Dopo la seconda guerra mondiale, furono esposti nei musei polacchi, in particolare nel museo nazionale di Cracovia.